# 三江村
三江村（みえむら）は、兵庫県城崎郡にあった村。現在の豊岡市中心部の東北東一帯、円山川の右岸、京都丹後鉄道宮豊線・コウノトリの郷駅の周辺にあたる。

## 地理
- 河川：円山川、鎌谷川、六方川

## 歴史
- 1889年（明治22年）4月1日 - 町村制の施行により、法花寺村・祥雲寺村・南谷村・馬路村・鎌田村・下宮村・庄境村・梶原村・火撫村・六地蔵村の区域をもって発足。
- 1943年（昭和18年）8月1日 - 豊岡町に編入。同日三江村廃止。

## 交通

### 鉄道路線
- 鉄道省
  - 宮津線（現・京都丹後鉄道宮豊線）
    - 但馬三江駅